# Liga OMFA Pro
La Liga OMFA Pro es una competición de fútbol americano de México para jugadores de más de 24 años que han terminado su etapa en el fútbol americano universitario (también denominada categoría master).
La organiza la Organización Mexicana de Fútbol Americano (OMFA) con el apoyo de la Federación Mexicana de Fútbol Americano (FMFA).

## Estructura
Se clasifican para los play-offs los mejores cuatro equipos de cada grupo, para después cruzarse, el uno del Verde contra el cuatro de Rojo, el dos del Verde contra el tres del Rojo y así sucesivamente.

## Finales
| Fecha | Campeón | Subcampeón | Resultado | Estadio |  |

## Equipos
| Nombre                           | Estadio |  | Lobos de Toluca | ¿? |
| Olmecas Premier                  | ¿?      |  |                 |    |
| Horda Dorada                     | ¿?      |  |                 |    |
| Rancheros de Pabellón de Arteaga | ¿?      |  |                 |    |
| Águilas Blancas                  | ¿?      |  |                 |    |
| Tigres Oro SSP                   | ¿?      |  |                 |    |